# Oxypetalum pentasetum
Oxypetalum pentasetum är en oleanderväxtart som först beskrevs av Henry Hurd Rusby, och fick sitt nu gällande namn av Goyder och Rapini. Oxypetalum pentasetum ingår i släktet Oxypetalum och familjen oleanderväxter. Inga underarter finns listade i Catalogue of Life.